# Radek Baborák
Radek Baborák (* 11. března 1976 Pardubice) je český hornista, žák hornisty a pedagoga Bedřicha Tylšara a vítěz mnoha mezinárodních interpretačních soutěží. V letech 2002 až 2011 byl sólistou Berlínských filharmoniků. Je autorem mnoha televizních, rozhlasových a CD nahrávek. Od Září 2021 šéfdirigentem Západočeského symfonického orchestru Mariánské Lázně. (ZSO)

## Spolupráce sorchestry
V minulosti byl Baborák sólistou u těchto významných symfonických orchestrů:
- Česká filharmonie
- Mnichovská filharmonie
- Berlínští filharmonikové

## Komorní hra
Založil vlastní hudební těleso Baborák Ensemble, mimoto spolupracuje s kvintetem Afflatus. Je uměleckým vedoucím ansámblů Czech horn chorus, Prague Chamber Soloists, Czech Sinfonietta

## Ocenění
- 1988 vítěz mezinárodní soutěže Concertino Praga
- 1990 laureát mezinárodní soutěže Pražského jara
- 1993 vítěz soutěží v Ženevě a Markneukirchenu
- 1994 vítěz rozhlasové soutěže ARD v Mnichově
- 1995 Grammy Classic Award
- Davidoff Mostly Classic Award